# کانون زناشویی
کانون زناشویی (فرانسوی: Domicile Conjugal‎) یک فیلم کمدی رمانتیک و کمدی-درام به کارگردانی فرانسوا تروفو محصول سال ۱۹۷۰ است. از بازیگران آن می‌توان به کلود جید، هیروکو ماتسوموتو، ژان‌پیر لئو، و فیلیپ لئوتار اشاره کرد. این چهارمین فیلم از پنج‌گانهٔ تروفو با محوریت شخصیتی به نام آنتوان دوانل (Antoine Doinel) است و پس از فیلم بوسه‌های دزدکی (۱۹۶۸) ساخته شده‌است. پنجمین و آخرین فیلم این سری عشق در گریز (۱۹۷۹) نام دارد.